# Adalbéron de Laon
Pour les articles homonymes, voir Adalbéron.
Adalbéron de Laon, aussi appelé Ascelin (947 — 27 janvier 1030, abbaye Saint-Vincent de Laon), évêque de Laon de 977 à 1030 est un membre de la maison d'Ardenne et un fils de Régnier, comte de Bastogne, et un neveu de Godefroy le Captif, comte de Verdun et d'Adalbéron archevêque de Reims.
Il est longtemps considéré comme le premier, dans ses Poèmes au roi Robert, à avoir formulé la règle coutumière de la séparation des trois pouvoirs, ou tripartition, cependant, Dominique Iogna-Prat et Edmond Ortigues trouvent chacun des textes antérieurs. Ceux-ci sont ceux de moines bénédictins, Haymon et son élève Heyric d'Auxerre dans son ouvrage Miracula Sancta Germani.

## Biographie

La société médiévale : un prêtre, un chevalier, un travailleur. Cette miniature illustre l'idéologie des trois ordres sociaux (ceux qui prient, ceux qui combattent, ceux qui travaillent).

### Formation
Après avoir commencé ses études à Gorze, il est de 969 à 974 l’élève à Reims de Gerbert d’Aurillac, le futur pape Sylvestre II. 

### Épiscopat
Lothaire, roi carolingien de France, le nomme évêque de Laon le 16 janvier 977, après la mort de Roricon survenue le 20 décembre 976. Le 1er avril 977, son oncle l'archevêque Adalbéron de Reims lui donne la consécration épiscopale en la cathédrale de Laon.
Peu après son accession au siège épiscopal, des bruits d’adultère courent au sujet d’une liaison qu’il entretient avec la reine Emma d’Italie, épouse de Lothaire. Afin de connaître la vérité, son oncle l’archevêque de Reims convoque un synode qui finalement innocente la reine ainsi que l’évêque Ascelin. Le frère du roi Lothaire, Charles de Lotharingie, qui a encouragé ces rumeurs, est exilé.

### Soutien d'Hugues Capet
Après la mort de Lothaire et de son fils Louis V, il se range cependant du côté de son oncle l'archevêque Adalbéron de Reims parmi les artisans du changement de dynastie. Le jour du dimanche des Rameaux 29 mars ou le jour du Jeudi saint 2 avril 991, il livre Charles de Lorraine, dernier représentant et héritier légitime de la dynastie carolingienne à Hugues Capet, le roi des Francs. 
Au printemps 993, le comte Eudes Ier de Blois, déçu qu'Hugues Capet et son fils aient refusé de lui conférer le titre de duc des Francs, imagina, en liaison avec Adalbéron de Laon de les faire capturer lors d'une rencontre projetée à Metz avec l'empereur Otton III et de placer Louis, fils de Charles de Basse-Lotharingie sur le trône. Eudes Ier de Blois serait devenu duc des Francs et Adalbéron évêque de Reims. Hugues Capet et son fils prévenus firent échouer cette tentative et Adalbéron fut déposé au synode de Pavie en 998. 
Toutes ses actions lui vaudront la réputation de Vetulus proditor (vieux traître). 

L'organisation sociale en trois ordres.

### LesPoèmes au roi Robertet latripartition
Il est l'auteur du Poème au roi Robert écrit entre 1027 et 1030 dans lequel il s'en prend au monachisme clunisien et y formule, l'un des premiers avant Gérard de Cambrai, l'ancien principe politique de séparation des trois pouvoirs, ou tripartition à l’image de la Cité de Dieu chez saint Augustin. La théorie des ordines répartit la société selon les fonctions de chacun : les oratores (ceux qui prient, les moines, les prêtres), les pugnatores ou bellatores (ceux qui combattent, à peine 1 à 2 % de la population) et les laboratores (ceux qui travaillent ou, plus précisément, qui labourent la terre, l'immense majorité des paysans).
La date de sa mort est incertaine, selon le nécrologe de Saint-Vincent de Laon, un 27 janvier, 1030 (ou 1031). Il est inhumé en l'église abbatiale de Saint-Vincent de Laon.

## Études
- Michel Bur, "Une étrange figure de l'an Mil: l'évêque Adalbéron de Laon", in Michel BUR, La Champagne médiévale dans son environnement politique, social et religieux (Xe – XIIIe siècles). Recueil d'articles, Paris, AIBL, 2020, 444 p. (présentation sur le site de l'AIBL), p. 45-56.
- Pierre Riché, « Le « vieux traître » autour de l’an mil : Adalbéron de Laon », dans Myriam Soria et Maïté Billoré (dir.), La Trahison au Moyen Âge : De la monstruosité au crime politique (Ve – XVe siècle), Rennes, Presses universitaires de Rennes, 2010 (ISBN 978-2-7535-6700-9, lire en ligne), p. 173–179.